# Stick to the Status Quo
Pistes de High School Musical
What I've Been Looking For When There Was Me And You
Stick to the Status Quo (Tiens-toi au statu quo en anglais) est une chanson issue du téléfilm High School Musical et publiée le 10 janvier 2006 aux États-Unis et le 18 septembre 2006 en France. La chanson est interprétée par tous les membres du casting d'High School Musical, mais certains passages sont interprétés par des élèves en particulier, et puis par Sharpay Evans et son frère Ryan.

## Place dans le téléfilm
Dans le téléfilm High School Musical, cette chanson est interprétée dans la cafétéria du lycée, juste après que les Wildcats apprennent que Troy postule pour la comédie musicale du lycée. Plusieurs personnages décident d'avouer leur passion cachée: la pâtisserie, le hip-hop ou encore le violoncelle. Cela n'est pas du tout du goût des Wildcats qui pensent que chacun doit rester à sa place, et rester dans son domaine de prédilection, soit, dans les cas cités précédemment, le basket-ball, les livres et le skateboard. À noter l'absence de Troy durant toute la scène.